# 董嗣昭
董嗣昭（1576年—1595年），字叔弢，号中条，浙江湖州府烏程縣人，民籍，明朝政治人物。

## 生平
萬曆二十二年甲午科浙江鄉試舉人，二十三年（1595年）乙未科进士，礼部观政。仅五十日，歿于京师。

## 家族
曾祖父董環，贈通議大夫吏部左侍郎兼翰林院學士；祖父董份，曾任資善大夫禮部尚書兼翰林院學士；父親董道醇，萬曆八年庚辰進士，官至南京工科給事中；母茅氏。董道醇三子。